# فيلي الكسندر
فيلي الكسندر (بالإنجليزية: Willie Alexander)‏ هو موسيقي ومغني وكاتب أغاني أمريكي، ولد في 13 يناير 1943 في فيلادلفيا في الولايات المتحدة.

## وصلات خارجية
- فيلي الكسندر على موقع IMDb (الإنجليزية)
- فيلي الكسندر على موقع ميوزك برينز (الإنجليزية)
- فيلي الكسندر على موقع أول ميوزيك (الإنجليزية)
- فيلي الكسندر على موقع ديسكوغز (الإنجليزية)